# Володимир
Володи́мир (д.-рус. Володимѣръ, читається як Володимір) — слов'янське двоосновне чоловіче ім'я. Поширене серед усіх слов'янських народів, після канонізації хрестителя Русі Володимира Святого ім'я стало канонічним православним, а також католицьким ім'ям. Одне з небагатьох слов'янських імен у православних святцях. Іменини — 28 липня, 17 жовтня. Жіноча форма — Володими́ра.
Українські зменшувальні форми — Володимирко, Володар, Володась, Володасик, Володя, Володька, Володько, Володик, Володичок, Володенька, Володечка, Володко, Влодко, Вова, Вовка, Вовонька, Вовочка, Вовуля, Вовуня, Вовасик, Вовасичок, Вовуся, Вовчик, Ладимир, Ладимирко, Ладим, Ладимко, Ладко.

## Етимологія
Поширена етимологія імені «Володимир» виводить його від слів «володіти» + «мир» (у значенні «світ», «всесвіт»). Але слід мати на увазі, що у давньоруських пам'ятках воно писалося як Володимѣръ, а не *Володимиръ (через «ять»), що ставить під сумнів його первісний зв'язок з «мир» (на колишню наявність «ятя» вказує і польська форма імені — Włodzimierz).
Ймовірнішою уявляється версія, що виводить прасл. *Voldiměrъ від основи йменника *voldъ («влада») + морфеми *měrъ («великий»). Друга частина імені порівнюється з лексемами у споріднених індоєвропейських мовах: гот. -mērs («великий»), дав.-в.-нім. mâri («знаменитий»), ірл. mór, már («великий»), дав.-гр. ἐγχεσίμωρος («знаменитий списом»). Структуру, аналогічну слов'янському *Voldiměrъ, має і галльське ім'я Nertomarus — від nerto («сила», «міць», «влада») + maro- («великий»). Надалі, після забуття значення цієї праслов'янської лексеми, ім'я «Володимѣръ», «Володимір» було переосмислене за народною етимологією як похідне від «володіти» і «мир» — «Володимир». У сучасній російській мові прийнятий церковнослов'янський варіант імені з неповноголоссям — Владимир, нагадуванням про застарілу форму «Володимир» є зменшувальна форма — Володя.
Існує ще одна версія, згідно з якою Володимир — слов'янізована форма давньоскандинавського імені Valdimárr або германського Waldomar, Valdemar («Вальдемар») утвореного від wald, walt («влада», «сила») + mari («знаменитий», «славний»). Втім, висувається версія, що германське ім'я, навпаки, походить від слов'янського «Володимир». На користь її наводять те, що данський король Вальдемар І, бувши правнуком київського князя Володимира Мономаха, міг бути названий на честь прадіда.
Первісно ім'я Володимир було язичницьким, але було включене Церквою до християнських переліків імен, оскільки його носили князь Київський Володимир Святославович, що хрестив Русь і був згодом проголошений святим, та князь Дуклі (сучасної Чорногорії) Йован Володимир, перший сербській святий, який був канонізований ще в XI в. Утім, популярності ім'я набуло лише у XIX столітті. Входить в ТОП-5 найпопулярніших імен серед країн Східної Європи.

## Як топонім
Ім'я фігурує також у багатьох географічних назвах, прізвищах, назвах закладів і установ:
- Володимир — місто в Волинській області України;
- Владимир — місто у Владимирській області Росії.

У Києві існує Володимирська вулиця.

## У неслов'янських мовах
Два святих з ім'ям Володимир шануються і Католицькою церквою: князь київський Володимир і Володимир Прийма — блаженний Української греко-католицької церкви. Латинізована форма імені — Wladimirus, Vladimirus.
У скандинавських і німецькомовних країнах існує співзвучне ім'я Вальдемар з неоднозначною етимологією, а у Фінляндії — Valto («Валто»), яке вважається похідним від германського Waldomar, Valdemar або давньосканд. Valdimárr.

## Іменини
- За православним календарем (новий стиль) — 31 січня, 10 лютого, 7 березня, 6 квітня, 20 червня, 28 липня, 27 серпня, 15 вересня, 17 жовтня, 5 листопада, 26 грудня[джерело?]

| Володимир Белопесоцкий, Серпуховской          | прп.             | 2 вересня(перехідна) — Собор Московських святих                                                                                     |
| Володимир (в Хрещенні Василій), великий князь | равноап.         | 28 липня, 23 жовтня — Собор Волинських святих                                                                                       |
| Володимир Володимирський                      | блгв. кн.        | 6 липня — Собор Владимирских святых                                                                                                 |
| Володимир Пиксанов                            | сщмч., пресвітер | 4 лютого (перехідна) — Собор новомучеників і сповідників Церкви Руської 16 вересня (перехідна) — Собор Саратовських святих 2 квітня |
| Володимир Ржевський                           | блгв. кн.        | 15 липня (перехідна) — Собор Тверських святих                                                                                       |
| Володимир Ярославович Новгородський           | блгв. кн.        | 17 червень (перехідна) — Собор Новгородських святих 17 жовтня                                                                       |

- За католицьким календарем — 5 липня (Володимир Святий; у російських католиків 28 липня), 2 квітня (Володимир Прийма)[8]
- За новоюліанським календарем в Україні в перше в 2023 році на державному та всецерковному рівні відзначили День пам'яті святого рівноапостольного українського князя Володимира 15 липня;
- В римському церковному календарі свято Володимира припадає на 17 липня.

## Іншомовні аналоги
У інших мовах імені Володимир відповідають імена:
- білоруська — Уладзімір, Уладзімер, Уладысь
- болгарська — Владими́р
- польська — Włodzimierz
- сербська — Владимир
- російська — Влади́мир
- хорватська — Vladimir
- чеська, словацька — Vladimír (можливо, запозичене з російської[5], питомо чеське мало бути Vladiměř)

## Відомі носії імені

### Руські князі

Володимир Ярославович

- Володимир Великий — великий князь Київський (з 980 р. до 15 липня 1015 року), хреститель Русі, канонізований православною церквою в рангу рівноапостольних.

- Володимир Ярославич — князь Новгородський (1034—1052), син великого князя Ярослава I Мудрого і дочки короля Швеції Улофа III Шетконунга Інгігерди (Ірини).
- Володимир Мономах — великий князь київський (1113-1125), державний і політичний діяч, письменник. Син князя Всеволода I і візантійської княжни Марії (за іншими даними — Анни) з роду Мономахів.
- Володимир Мстиславич — великий князь київський (1171), син Мстислава Великого.
- Володимирко Володарович — звенигородський князь (з 1124 року), князь галицький (1141—1153), син Володаря Ростиславича.
- Володимир Мстиславич — князь берестейський (?-1170), син Мстислава Ізяславича.
- Володимир Ігорович — князь Путивльський (1185—1198), Новгород-Сіверський (1198—1206), князь Галицький (1206—1207, 1208—1211). Старший син легендарного героя «Слова о полку Ігоревим» князя Ігоря Святославича.
- Володимир Полоцький — князь полоцький (1184—1216 рр.).
- Володимир Рюрикович — князь Переяславський (1206—1214 рр.), Смоленський (1214—1219 рр.), Овруцький (1219—1223, 1235—1239 рр.), великий князь Київський (16.06.1223 - бл.05. 1235; бл.07.1236 - бл.02.1238 рр.).
- Володимир-Іван Василькович — князь волинський, син Василька Романовича, зять князя Чернігова і Брянська Романа I Старого.
- Володимир Ольгердович — князь Київський (1362—1394 рр.), князь Копильський (1395 - після 1398 рр).

### Слов'янські правителі
- Володимир Болгарський (болг. Владимир Расате) — князь Болгарії (889—893).
- Йован Володимир (чорн. Јован Владимир; *бл.990 — †22 травня 1016) - князь Дуклі (сучасна Чорногорія) у 1000-1016 роках. Святий православної церкви.
- Володимир Оломоуцький (чеськ. Vladimír Olomoucký) — князь Оломоуцький (Моравський) в 1189-1192 і в 1194-1200 рр.

### Церковні діячі
- Володимир (Малець) — ієрарх УАПЦ.
- Володимир (патріарх Київський) — український православний релігійний діяч, богослов, Патріарх Київський і всієї Руси-України УПЦ КП.
- Володимир (Сабодан) — предстоятель Української Православної Церкви (у миру Віктор Маркіянович Сабодан).
- Володимир Священомученик — київський митрополит протягом 1915-1918 рр., новомученик, вбитий більшовиками.

### Українські світські діячі
- Володимир Кличко (нар. 1976) — український професійний боксер.
- Володимир Вернадський (1863—1945) — український філософ, природознавець, мислитель, засновник геохімії, біогеохімії та радіогеології, космізму.
- Володимир Шухевич (1849—1915) — український громадський діяч, етнограф, педагог і публіцист, дійсний член Наукового товариства імені Шевченка.
- Володимир Левицький (1872—1956) — український математик. Доктор філософії. Професор Львівського університету.
- Володимир Патон (1917—1987) — український радянський науковець, доктор технічних наук.
- Володимир Різун (нар. 1960) — український ентомолог.
- Володимир Сосюра (1898—1965) — козак Армії УНР, український письменник, поет-лірик.
- Володимир Винниченко (1880—1951) — український прозаїк, драматург, художник, а також політичний та державний діяч.
- Володимир Свідзінський (1885—1941) — український поет і перекладач доби ''Розстріляного відродження''.
- Володимир Івасюк (1949—1979) — український композитор та поет. Герой України (2009, посмертно).
- Володимир Дрозд (1939—2003) — український письменник.
- Володимир Єшкілєв (нар. 1965) — український прозаїк, поет, есеїст.
- Володимир Нарбут (1888—1938) — український російськомовний поет і літературний діяч.
- Володимир Ніколаєв (1847—1911) — український архітектор російського походження. Батько архітектора Іполита Ніколаєва.
- Володимир Заболотний (1898—1962) — український архітектор.
- Володимир Караваєв (1811—1892) — український хірург.
- Володимир Караваєв (1864—1939) — український ентомолог, доктор біологічних наук.
- Володимир Грабінський (нар. 1974) — український шахіст.
- Володимир Барна (нар. 1953) — український поет, журналіст, громадський діяч, публіцист, літературознавець, перекладач.
- Володимир Самійленко (1864—1925) — український поет-лірик, сатирик, драматург і перекладач.
- Володимир Масляк (1859—1924) — український письменник, поет, перекладач, журналіст, літературний критик.
- Володимир Барвінський (1850—1883) — український громадсько-політичний діяч, публіцист, письменник, літературний критик, юрист, видавець.
- Володимир Ґжицький (1895—1973) — український письменник, публіцист, перекладач, мемуарист.
- Володимир Яворівський (1942—2021) — український письменник та громадський діяч.
- Володимир Черняк (1941—2021) — український політик, один із фундаторів Народного Руху України.
- Володимир В'ятрович (нар. 1977) — український історик.
- Володимир Сівкович (нар. 1960) — проросійський український політик.
- Володимир Олійник (нар. 1957) — український політик.
- Володимир Мунтян (нар. 1946) — радянський та український футболіст, згодом футбольний тренер.
- Володимир Зубрицький (більш відомий як Володя Зубрицький; 1904—1998) — відомий в історії цирку вундеркінд.
- Володимир Данилець (нар. 1960) — радянський та український артист естради, гуморист.
- Володимир Мойсеєнко (нар. 1963) — радянський та український артист естради, гуморист.
- Володимир Денисенко (1930—1984) — український радянський кінорежисер, сценарист і педагог.
- Володимир Блохін (1922—2013) — радянський спортивний функціонер.
- Володимир Одрехівський (нар. 1955) — український скульптор.
- Володимир Левицький (літературний псевдонім Василь Лукич; 1856—1938) — український письменник, громадський діяч, видавець, літературознавець.
- Володимир Макогонов (1939—2015) — український театральний актор та режисер.
- Володимир Дахно (1932—2006) — радянський та український художник-мультиплікатор, режисер-мультиплікатор, сценарист.
- Володимир Іваненко (1954—2006) — засновник першого в СРСР недержавного ефірно-кабельного телебачення (1988 рік).
- Володимир Титла (Білл Пітер Титла; 1904—1968) — американський художник-мультиплікатор українського походження.
- Володимир Безсонов (нар. 1958) — український радянський футболіст. Майстер спорту міжнародного класу (1977), Заслужений майстер спорту СРСР.
- Володимир Поривай (1940—1993) — хормейстер у Київському міському будинку вчителя.
- Володимир Капличний (1944—2004) — радянський та український футболіст і футбольний тренер.
- Володимир Гудков (псевдонім Володимир Дантес; нар. 1988) — український співак, теле- та радіоведучий, колишній учасник гурту ''ДіО.фільми'', який розпався у 2015 році.
- Володимир Парфенюк (більш відомий як Вова зі Львова; нар. 1983) — український репер.
- Володимир Золкін (нар. 1981) — український журналіст, ютубер та активіст.
- Володимир Щербицький (1918—1990) — радянський політик, перший Секретар ЦК КПУ.
- Володимир Льовочкін (1946—2005) — український юрист та державний діяч.
- Володимир Гриньов (нар. 1945) — український політик та науковець, доктор технічних наук.
- Володимир Литвин (нар. 1956) — український політик, голова Верховної Ради України. Герой України.
- Володимир Рибак (нар. 1946) — український політик, голова Верховної Ради України.
- Володимир Гройсман (нар. 1978) — український політик єврейського походження, голова Верховної Ради України.
- Володимир Зеленський (нар. 1978) — шостий президент України (із 20 травня 2019 року).
- Володимир Сальдо (нар. 1956) — проросійський політик, український колаборант із Росією.

### Російські діячі
- Володимир Володимирович Маяковський (1893—1930) — російський поет, публіцист, драматург і громадський діяч.
- Володимир Єгорович Маковський (1846—1920) — російський художник. Син художника Єгора Івановича Маковського, молодший брат художників Костянтина та Миколи Маковських.
- Володимир Михайлович Жемчужников (1830—1884) — російський поет. Молодший брат поетів Олексія та Олександра Жемчужникових.
- Володимир Семенович Висоцький (1938—1980) — видатний радянський актор, співак та поет (бард), класик жанру авторської пісні, автор низки прозаїчних творів.
- Володимир Іванович Даль (1801—1872) — російський та український письменник, лексикограф, етнограф.
- Володимир Петрович Затонський (1888—1938) — партійний та державний діяч. Батько літературознавця Дмитра Затонського.
- Володимир Дмитрович Набоков (1869—1922) — російський юрист, політичний діяч, журналіст, публіцист, один із лідерів Конституційно-демократичної партії. Батько письменника Володимира Володимировича Набокова.
- Володимир Володимирович Набоков (1899—1977) — американський письменник російського походження, з 1940 року писав англійською мовою.
- Володимир Оскарович Каппель (1883—1920) — російський воєначальник, учасник Першої світової війни, один із керівників Білого руху на сході Росії.
- Володимир Ілліч Ленін (справжнє прізвище Ульянов; 1870—1924) — російський політик, лідер Жовтневого перевороту.
- Володимир Дмитрович Бонч-Бруєвич (1873—1955) — російський революціонер, історик, літератор.
- Володимир Володимирович Путін (нар. 1952) — президент Російської Федерації з 7 травня 2000 року по 7 травня 2008 року (в. о. з 31 грудня 1999 року) та з 7 травня 2012 року, Голова Уряду Російської Федерації з 16 серпня 1999 року по 7 травня 2000 року (в. о. з 9 серпня) та з 7 травня 2008 року по 7 травня 2012 року.
- Володимир Вольфович Жириновський (1946—2022) — російський політик, засновник та голова Ліберально-демократичної партії Росії (із 14 грудня 1992 року й до своєї смерті).
- Володимир Ростиславович Мединський (нар. 1970) — російський політик. Міністр культури Російської Федерації з 21 травня 2012 року по 15 січня 2020 року. Помічник президента Російської Федерації з 24 січня 2020 року.
- Володимир Олександрович Гусинський (нар. 1952) — колишній російський олігарх єврейського походження.
- Володимир Олегович Потанін (нар. 1961) — російський олігарх.
- Володимир Анастасович Мікоян (1922—1942) — радянський військовий льотчик, учасник німецько-радянської війни, загинув у повітряному бою. Другий із шести синів державного та партійного діяча Анастаса Івановича Мікояна.
- Володимир Сергійович Серьогін (1922—1968) — радянський військовий льотчик, учасник німецько-радянської війни, Герой Радянського Союзу (1945), льотчик-випробовувач першого класу (1967), інженер-полковник. Загину 27 березня 1968 року в авіакатастрофі разом із Юрієм Олексійовичем Гагаріним під час тренувального польоту на літаку Міг-15УТІ, в ході якого виконував обов'язки інструктора.
- Володимир Михайлович Комаров (1927—1967) — радянський космонавт.
- Володимир Георгійович Титов (нар. 1947) — радянський космонавт.
- Володимир Олександрович Шаталов (1927—2021) — радянський космонавт.
- Володимир Миколайович Войнович (1932—2018) — радянський та російський поет, письменник та драматург, дисидент. Тривалий час перебував в еміграції (жив у ФРН та США).
- Володимир Костянтинович Буковський (1942—2019) — радянський дисидент, правозахисник, письменник, публіцист, історик.
- Володимир Дмитрович Дудинцев (1918—1998) — радянський та російський письменник, учасник німецько-радянської війни.
- Володимир Олексійович Кара-Мурза (також відомий як Володимир Кара-Мурза-старший; 1959—2019) — російський журналіст, теле- та радіоведучий. Батько російського опозиційного політика Володимира Володимировича Кара-Мурзи.
- Володимир Володимирович Кара-Мурза (також відомий як Володимир Кара-Мурза-молодший; нар. 1981) — російський опозиційний політик. Визнаний у Росії ''іноземним агентом''.
- Володимир Михайлович Міхалкін (1927—2017) — радянський воєначальник, учасник німецько-радянської війни, маршал артилерії (15.02.1989). Останній, кому було присвоєно воїнське звання ''маршал артилерії'', та останній воєначальник, який носив це звання.
- Володимир Михайлович Шуральов (1935—2020) — радянський воєначальник, генерал армії (15.02.1989). Помер від тяжких травм, отриманих у результаті наїзду транспортного засобу у дворі свого будинку.
- Володимир Юхимович Семичастний (1924—2001) — радянський партійний та державний діяч, генерал-полковник (1964).
- Володимир Олександрович Крючков (1924—2007) — радянський державний та військовий діяч, голова КДБ СРСР із 1 жовтня 1988 року по 28 серпня 1991 року. Член ДКНС.
- Володимир Іванович Долгих (1924—2020) — радянський державний діяч. Учасник німецько-радянської війни.
- Володимир Сергійович Соловйов (1853—1900) — російський філософ.
- Володимир Рудольфович Соловйов (нар. 1963) — російський журналіст і телеведучий єврейського походження, пропагандист, рупор Кремля.
- Володимир Євгенович Фортов (1946—2020) — радянський та російський фізик, академік Російської академії наук. Президент Російської академії наук із 29 травня 2013 року по 23 березня 2017 року.
- Володимир Модестович Брадіс (1890—1975) — радянський математик.
- Володимир Кузьмич Зворикін (1888—1982) — американський винахідник російського походження. Працював у США у сфері телебачення.
- Володимир Андрійович Макогонов (1904—1993) — радянський шахіст. Молодший брат шахіста Михайла Макогонова.
- Володимир Іванович Немирович-Данченко (1858—1943) — російський та радянський театральний діяч українсько-вірменського походження, режисер, драматург і театральний критик. Молодший брат письменника Василя Немировича-Данченка й актриси київського театру ''Соловцов'' Варвари Немирович-Данченко.
- Володимир В'ячеславович Бєлокуров (1904—1973) — радянський актор театру та кіно, педагог.
- Володимир Абрамович Долинський (нар. 1944) — радянський та російський актор театру та кіно єврейського походження.
- Володимир Михайлович Зельдін (1915—2016) — радянський та російський актор театру та кіно.
- Володимир Абрамович Етуш (1922—2019) — радянський та російський актор театру та кіно єврейського походження, театральний педагог. Учасник німецько-радянської війни.
- Володимир Павлович Басов (1923—1987) — радянський актор кіно та озвучування, кінорежисер та сценарист. Учасник німецько-радянської війни.
- Володимир Володимирович Басов (також відомий як Володимир Басов-молодший; нар. 1959) — радянський та російський актор, кінорежисер, сценарист, продюсер. Син акторів Володимира Павловича Басова та Наталі Миколаївни Фатєєвої.
- Володимир Олександрович Владиславський (справжнє ім'я Володимир Якович Єльник; 1891—1970) — радянський актор театру та кіно єврейського походження.
- Володимир Олексійович Андрєєв (1930—2020) — радянський та російський актор, театральний режисер, педагог.
- Володимир Андрійович Качан (1947—2021) — радянський та російський актор, музикант, письменник.
- Володимир В'ячеславович Тихонов (1950—1990) — радянський актор театру та кіно. Син акторів В'ячеслава Васильовича Тихонова та Нонни (Ноябрини) Вікторівни Мордюкової.
- Володимир Сергійович Івашов (1939—1995) — радянський та російський кіноактор. Чоловік актриси Світлани Опанасівни Світличної.
- Володимир Петрович Ферапонтов (1933—2008) — радянський та російський актор театру та кіно.
- Володимир Борисович Сошальський (1929—2007) — радянський та російський актор театру та кіно. Син актриси Варвари Володимирівни Розаліон-Сошальської.
- Володимир Йосипович Раутбарт (1929—1969) — радянський режисер, актор і театральний педагог єврейського походження.
- Володимир Ростиславович Янковський (нар. 1960) — радянський та білоруський актор, режисер і продюсер. Син народного артиста СРСР Ростислава Івановича Янковського, племінник народного артиста СРСР Олега Івановича Янковського.
- Володимир Васильович Гостюхін (нар. 1946) — радянський, російський та білоруський актор театру та кіно, кінорежисер.
- Володимир Валентинович Меньшов (1939—2021) — радянський та російський актор, кінорежисер, сценарист, продюсер, телеведучий та педагог.
- Володимир Якович Балон (1937—2013) — радянський та російський кіноактор та рапірист.
- Володимир Олександрович Толоконніков (1943—2017) — радянський, казахстанський та російський актор театру та кіно.
- Володимир Володимирович Бортко-старший (1924—1983) — радянський театральний режисер. Батько кінорежисера, сценариста й кіноактора Володимира Володимировича Бортка-молодшого.
- Володимир Володимирович Бортко-молодший (нар. 1946) — радянський та російський кінорежисер, сценарист і кіноактор. Син театрального режисера Володимира Володимировича Бортка-старшого.
- Володимир Петрович Пресняков (також відомий як Володимир Пресняков-старший; нар. 1946) — радянський та російський композитор, аранжувальник, саксофоніст. Чоловік солістки ВІА ''Самоцвіти'' Олени Петрівни Преснякової, батько співака Володимира Преснякова-молодшого, дід актора та співака Микити Преснякова.
- Володимир Володимирович Пресняков (також відомий як Володимир Пресняков-молодший; нар. 1968) — радянський та російський естрадний співак, музикант-клавішник, композитор, аранжувальник. Син композитора Володимира Петровича Преснякова та солістки ВІА ''Самоцвіти'' Олени Петрівни Преснякової, батько актора та співака Микити Преснякова.
- Володимир Павлович Макаров (1932—2008) — радянський та російський естрадний співак.
- Володимир Олексійович Конкін (нар. 1951) — радянський та російський актор театру, кіно та дубляжу.
- Володимир Юрійович Торсуєв (нар. 1966) — російський кіноактор. Брат-близнюк кіноактора Юрія Юрійовича Торсуєва, син комсомольського діяча Юрія Володимировича Торсуєва.
- Володимир Бенедиктович Носик (нар. 1948) — радянський та російський актор театру та кіно. Молодший брат актора Валерія Носика, дядько актора Олександра Валерійовича Носика.
- Володимир Володимирович Вдовиченков (нар. 1971) — російський актор театру та кіно.
- Володимир Львович Машков (нар. 1963) — російський актор театру та кіно, театральний режисер, кінорежисер.
- Володимир Володимирович Сичов (нар. 1971) — радянський та російський актор кіно та телебачення.
- Володимир Олександрович Познер (1908—1975) — організатор кіновиробництва у Франції, США та СРСР. Батько журналіста Володимира Володимировича Познера та історика Павла Володимировича Познера.
- Володимир Володимирович Познер (нар. 1934) — радянський та російський тележурналіст і телеведучий.
- Володимир Аркадійович Єрьомін (нар. 1950) — радянський та російський актор театру та кіно, майстер озвучування, сценарист, продюсер.
- Володимир Анатолійович Федоров (1939—2021) — радянський та російський актор, фізик-ядерник. Завдяки своєму малому зросту — 130 см — виконував ролі персонажів-карликів.
- Володимир Якович Шаїнський (1925—2017) — радянський та російський композитор єврейського походження.
- Володимир Олексійович Шевельков (нар. 1961) — радянський та російський актор театру та кіно, кінорежисер.
- Володимир Олександрович Стєклов (нар. 1948) — радянський та російський актор театру та кіно.
- Володимир Іванович Зайцев (нар. 1958) — радянський та російський актор театру, кіно та дубляжу.
- Володимир Богданович Рєзун (псевдонім Віктор Суворов; нар. 1947) — радянський розвідник-утікач.
- Володимир Георгійович Єпіфанцев (нар. 1971) — російський актор театру та кіно, кінорежисер, театральний режисер, телеведучий та режисер відеокліпів. Син актора Георгія Семеновича Єпіфанцева, молодший брат актора Михайла Єпіфанцева.
- Володимир Олександрович Грамматиков (нар. 1942) — радянський та російський актор театру та кіно, кінорежисер, сценарист, продюсер, кінодраматург, педагог.
- Володимир Натанович Винокур (нар. 1948) — радянський та російський гуморист, співак і телеведучий єврейського походження.
- Володимир Володимирович Кенігсон (1907—1986) — радянський актор театру та кіно, майстер дубляжу.
- Володимир Євгенович Турчинський (1963—2009) — російський спортсмен, шоумен, теле- та радіоведучий, актор та співак.
- Володимир Борисович Коренєв (1940—2021) — радянський та російський актор театру та кіно, професор, педагог.
- Володимир Петрович Ушаков (1920—2011) — радянський та російський актор театру та кіно. Чоловік актриси Віри Кузьмівни Васильєвої.
- Володимир Петрович Баталов (1902—1964) — радянський актор, режисер театру та кіно. Батько актора Олексія Баталова.
- Володимир Арустамович Єпископосян (нар. 1950) — радянський та російський актор театру та кіно вірменського походження.
- Володимир Григорович Сутєєв (1903—1992) — радянський дитячий письменник, художник-ілюстратор, режисер-мультиплікатор, сценарист. Один із зачинателів радянської мультиплікації. Старший брат режисера науково-популярного та документального кіно В'ячеслава Сутєєва.